# 獅子座64
獅子座64，又名BD+24 2318，HD 96528、SAO 81681、HR 4322，是獅子座的一颗恒星，视星等为6.46，位于銀經216.37，銀緯66.27，其B1900.0坐标为赤經11h 2m 18.5s，赤緯+23° 66.27′ 52″。